# College of Hawaii Publications
College of Hawaii Publications (abreviado Bull. Coll. Hawaii Publ.) fue una revista con ilustraciones y descripciones botánicas que fue publicada en Honolulu desde 1911 hasta 1916, publicándose 4 números.